# Troels Rusel
Troels "Dex" Rusel (12 februari 1964), is een Deens darter, die uitkwam voor de World Darts Federation (WDF).
Rusel bereikte bij zijn debuut op de Lakeside in 1994 de kwartfinale van het befaamde toernooi in Frimley Green. In de eerste ronde won hij van Alan Brown uit Schotland met 3-1. In de tweede ronde won hij van Ian Sarfas uit Engeland met opnieuw 3-1. In de kwartfinale verloor hij van Ronnie Sharp uit Schotland met 1-4.
In 1989 haalde Rusel de kwartfinale om de Winmau World Masters. Bij de laatste 16 won hij van Alan Warriner-Little uit Engeland. In de kwartfinale verloor hij van Eric Bristow.
In 1993 verloor de Deen in de finale van de WDF World Cup, gehouden in Las Vegas, tegen de Nederlander Roland Scholten (4-2 legs).

## Resultaten op Wereldkampioenschappen

### BDO
- 1994: Kwartfinale (verloren van Ronnie Sharp met 1-4)

### WDF

#### World Cup
- 1989: Voorronde (verloren van Eric Bristow met 1-4)
- 1991: Voorronde (verloren van Jean-Marie De Jonghe met 3-4)
- 1993: Runner-up (verloren van Roland Scholten met 2-4)